# Closing (Finanzwesen)
Closing (oder Closing out; englisch „Glattstellen“) ist im Finanzwesen der Anglizismus für die Glattstellung von Optionsgeschäften.   

## Allgemeines
Eine im Bestand befindliche Option wird glattgestellt, indem der entgegengesetzte Finanzkontrakt mit gleichen Ausstattungsmerkmalen gekauft wird. Beide für sich weisen eigenständige und gegenläufige Finanzrisiken auf, die sich jedoch am gemeinsamen Fälligkeitstag durch Risikokompensation ausgleichen. Die Glattstellung betrifft alle übrigen Handelsobjekte wie Aktien oder Devisen.

## Inhalt
Das Closing ist ein Sicherungsgeschäft (englisch Hedging) und damit eine auf Risikominderung abzielende Anlage- oder Handelsstrategie. Da durch das Grundgeschäft und das für dessen Absicherung abgeschlossene Sicherungsgeschäft zwei Geschäfte abgeschlossen wurden und zwei Buchungen auslösen, müssen sie  eigentlich am Bilanzstichtag getrennt bewertet werden, obwohl sie in einem wirtschaftlichen Zusammenhang zueinander stehen. Das Hedge Accounting berücksichtigt diesen Zusammenhang.

## Investmentbanking
Im Investmentbanking (Corporate Finance) erfolgt durch das Closing eine gegenseitige Erfüllung der jeweiligen Hauptleistungspflichten, wenn Vertragsabschluss und Vertragserfüllung nicht gleichzeitig (Zug um Zug) erfolgen. Beispielsweise gehört zum Closing beim Unternehmenskauf die Übertragung der Anteilscheine (beim Share Deal) oder Vermögenswerte und Schulden (beim Asset Deal) und die Gegenleistung hierfür zu einem festgelegten Stichtag. Dieses Closing erfolgt nur, wenn zuvor die Erfüllungsbedingungen (englisch closing conditions) wie etwa die Genehmigung der Kartellbehörde vorliegen.  

## Wertpapierhandel
Die „Closing rate“ ist im Wertpapierhandel der Schlusskurs an der Wertpapierbörse.